# Maarkedal
Maarkedal is een gemeente in de Belgische provincie Oost-Vlaanderen. De gemeente telt ruim 6.000 inwoners, die Maarkedallers worden genoemd.
De naam 'Maarkedal' is ontleend aan de Maarkebeek, een watergang die doorheen de gemeente vloeit. Maarkedal ligt in de Vlaamse Ardennen.

## Kernen
De gemeente Maarkedal bestaat uit een fusie van de gemeenten Etikhove, Maarke-Kerkem, Nukerke en Schorisse en de dorpen Kerkem en Louise-Marie.

### Deelgemeenten
|   | Naam          | Opp. (km²) | Inwoners (2020) | Inwoners per km² | NIS-code |
| - | ------------- | ---------- | --------------- | ---------------- | -------- |
| 1 | Etikhove      | 12,04      | 1.854           | 154              | 45064A   |
| 2 | Nukerke       | 12,45      | 1.934           | 155              | 45064B   |
| 3 | Maarke-Kerkem | 9,28       | 956             | 103              | 45064C   |
| 4 | Schorisse     | 12,38      | 1.592           | 129              | 45064D   |

## Demografische ontwikkeling
Alle historische gegevens hebben betrekking op de huidige gemeente, inclusief deelgemeenten, zoals ontstaan na de fusie van 1 januari 1977.
- Bronnen:NIS, Opm:1831 tot en met 1981=volkstellingen; 1990 en later= inwonertal op 1 januari

| Inwoners van jaar tot jaar op 1 januari 1992 tot heden | Inwoners van jaar tot jaar op 1 januari 1992 tot heden | Inwoners van jaar tot jaar op 1 januari 1992 tot heden |
| jaar                                                   | Aantal                                                 | Evolutie: 1992=index 100                               |
| ------------------------------------------------------ | ------------------------------------------------------ | ------------------------------------------------------ |
| 1992                                                   | 6.321                                                  | 100,0                                                  |
| 1993                                                   | 6.275                                                  | 99,3                                                   |
| 1994                                                   | 6.291                                                  | 99,5                                                   |
| 1995                                                   | 6.315                                                  | 99,9                                                   |
| 1996                                                   | 6.342                                                  | 100,3                                                  |
| 1997                                                   | 6.382                                                  | 101,0                                                  |
| 1998                                                   | 6.388                                                  | 101,1                                                  |
| 1999                                                   | 6.426                                                  | 101,7                                                  |
| 2000                                                   | 6.448                                                  | 102,0                                                  |
| 2001                                                   | 6.447                                                  | 102,0                                                  |
| 2002                                                   | 6.434                                                  | 101,8                                                  |
| 2003                                                   | 6.404                                                  | 101,3                                                  |
| 2004                                                   | 6.386                                                  | 101,0                                                  |
| 2005                                                   | 6.422                                                  | 101,6                                                  |
| 2006                                                   | 6.468                                                  | 102,3                                                  |
| 2007                                                   | 6.460                                                  | 102,2                                                  |
| 2008                                                   | 6.446                                                  | 102,0                                                  |
| 2009                                                   | 6.441                                                  | 101,9                                                  |
| 2010                                                   | 6.418                                                  | 101,5                                                  |
| 2011                                                   | 6.448                                                  | 102,0                                                  |
| 2012                                                   | 6.428                                                  | 101,7                                                  |
| 2013                                                   | 6.350                                                  | 100,5                                                  |
| 2014                                                   | 6.332                                                  | 100,2                                                  |
| 2015                                                   | 6.341                                                  | 100,3                                                  |
| 2016                                                   | 6.281                                                  | 99,4                                                   |
| 2017                                                   | 6.353                                                  | 100,5                                                  |
| 2018                                                   | 6.338                                                  | 100,3                                                  |
| 2019                                                   | 6.343                                                  | 100,3                                                  |
| 2020                                                   | 6.338                                                  | 100,3                                                  |
| 2021                                                   | 6.362                                                  | 100,6                                                  |
| 2022                                                   | 6.386                                                  | 101,0                                                  |
| 2023                                                   | 6.340                                                  | 100,3                                                  |
| 2024                                                   | 6.323                                                  | 100,0                                                  |
| 2025                                                   | 6.320                                                  | 100,0                                                  |

## Bezienswaardigheden
- Kasteelmolen, Ladeuzemolen, Romansmolen, Ter Borgtmolen, Hazeveldmolen, Ter Kruissensmolen, Molen Ter Hengst, Nieuwe Bossenare, Molen Ter Sleepe
- Sint-Vincentiuskapel
- Bos Ter Rijst, Maarkebeekvallei, Kuitholbos, Burreken, Koppenbergbos, Spijkerbos

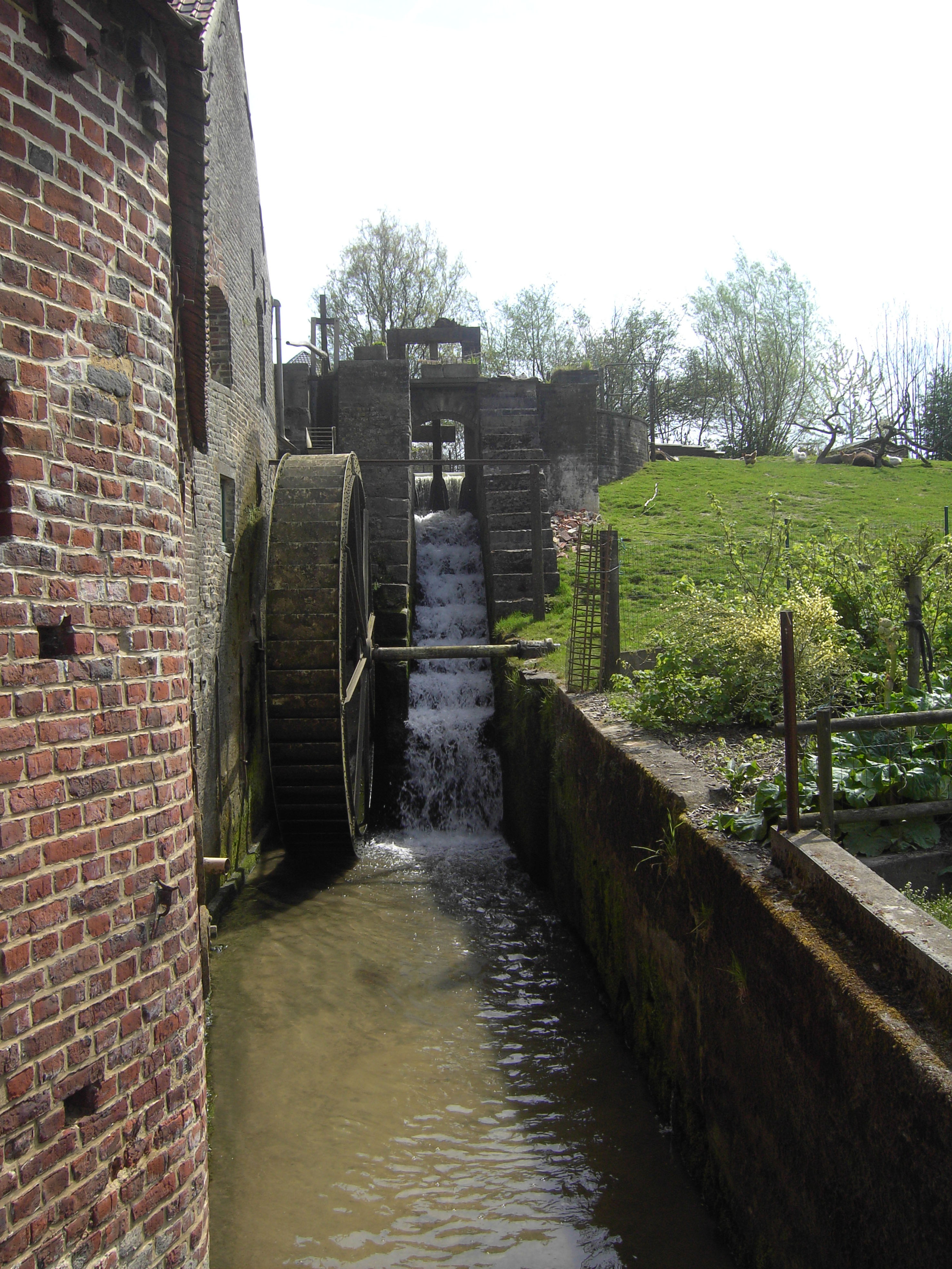
Kasteelmolen
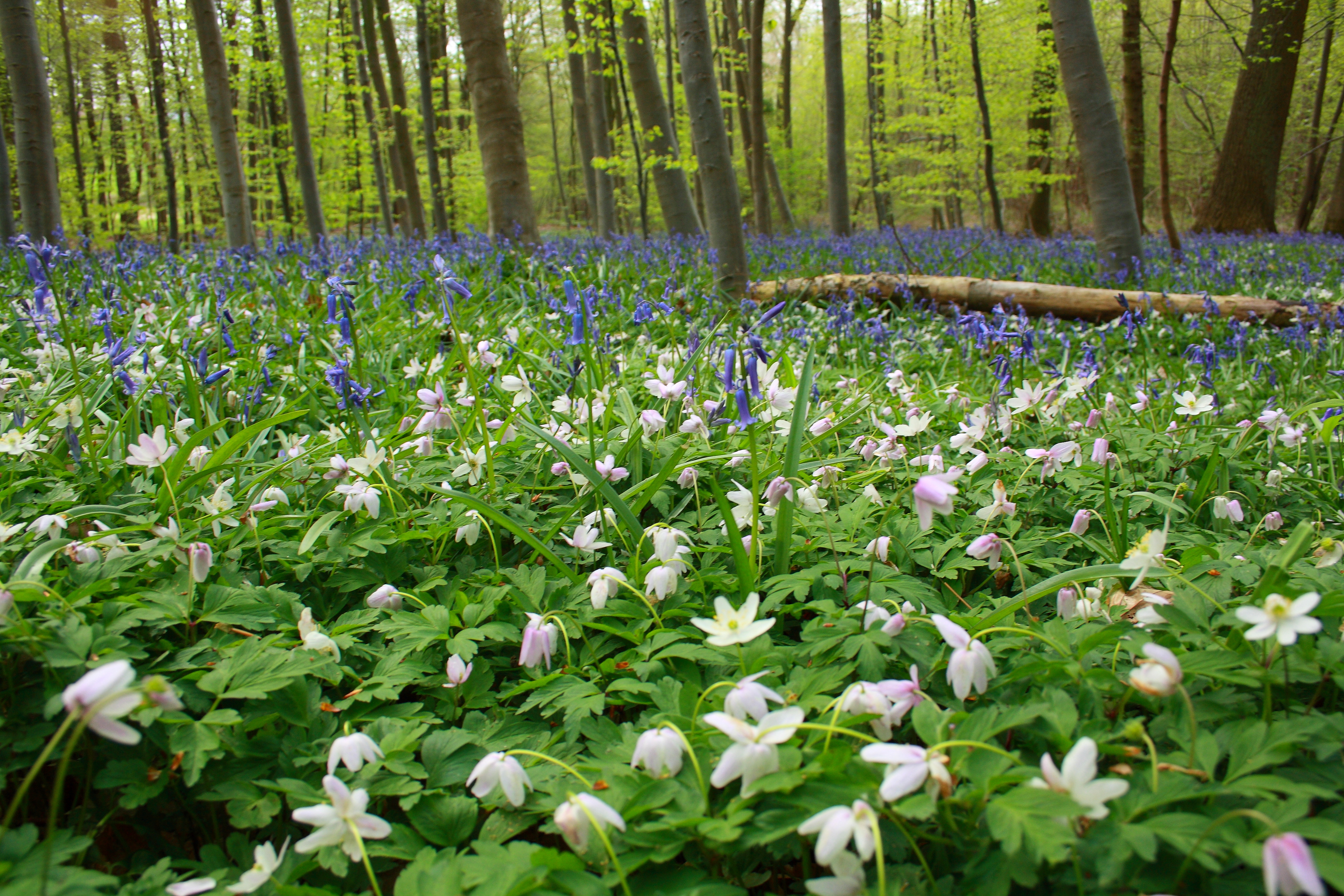
Bos Ter Rijst
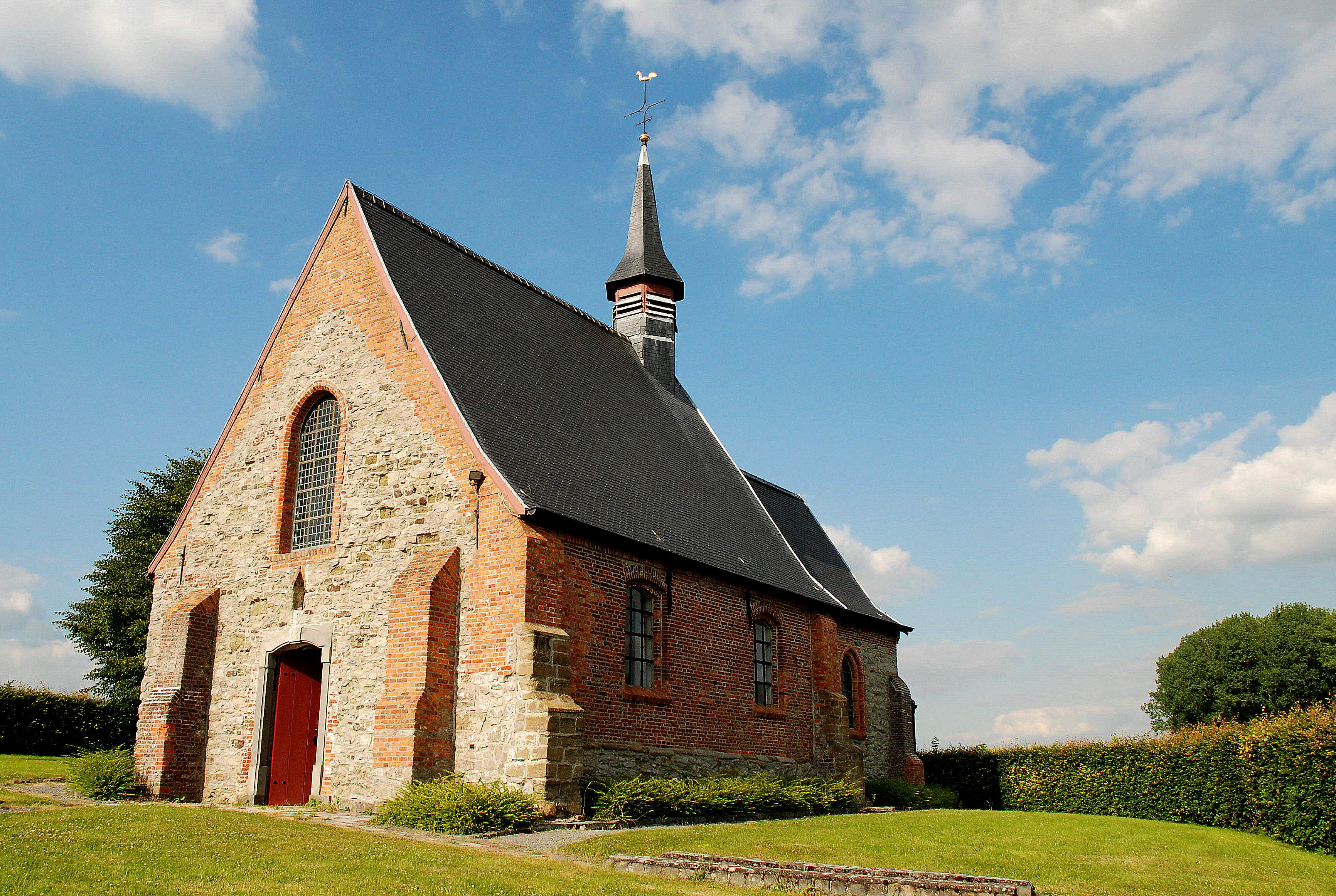
Sint-Vincentiuskapel
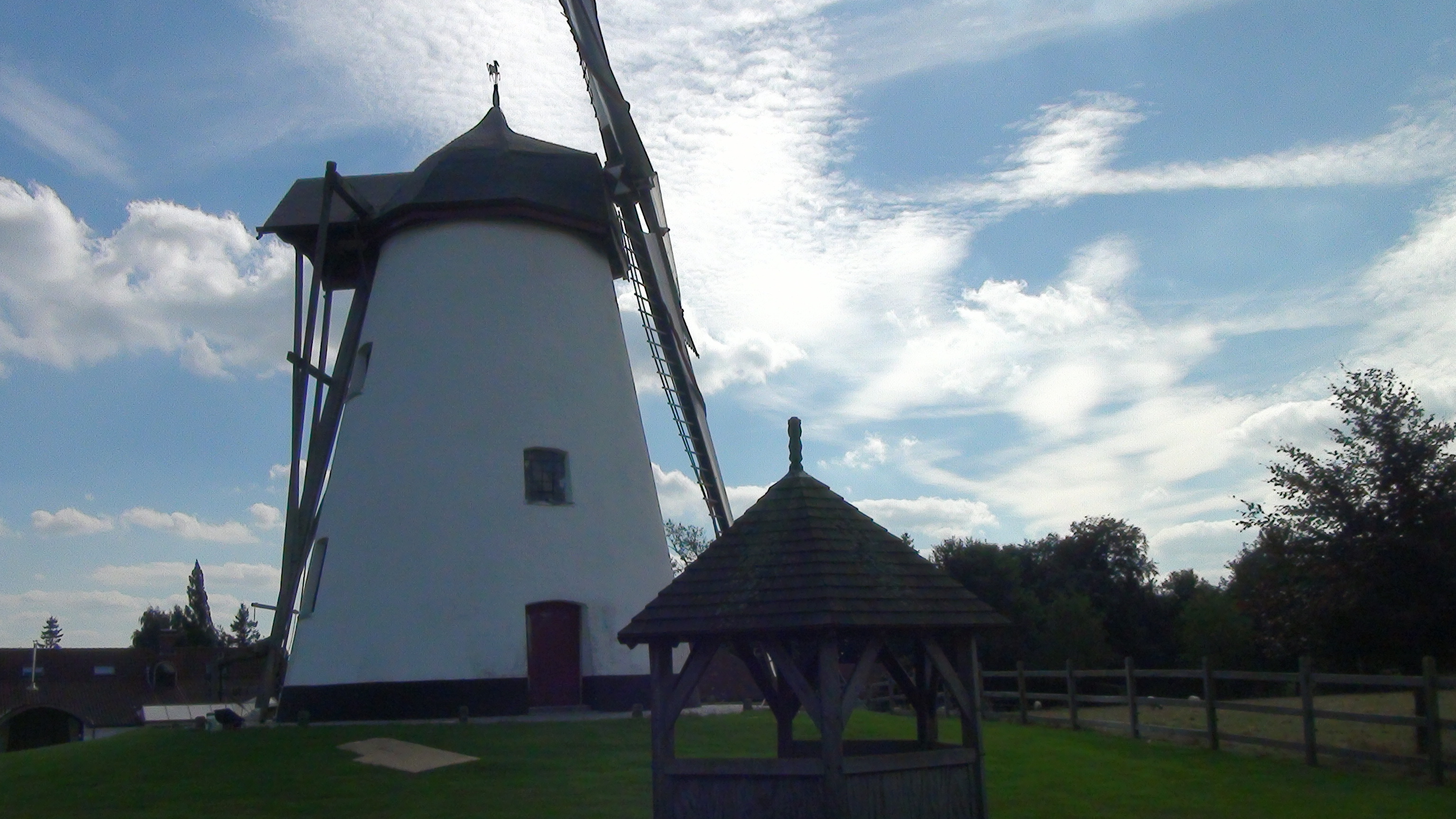
Molen Ter Hengst
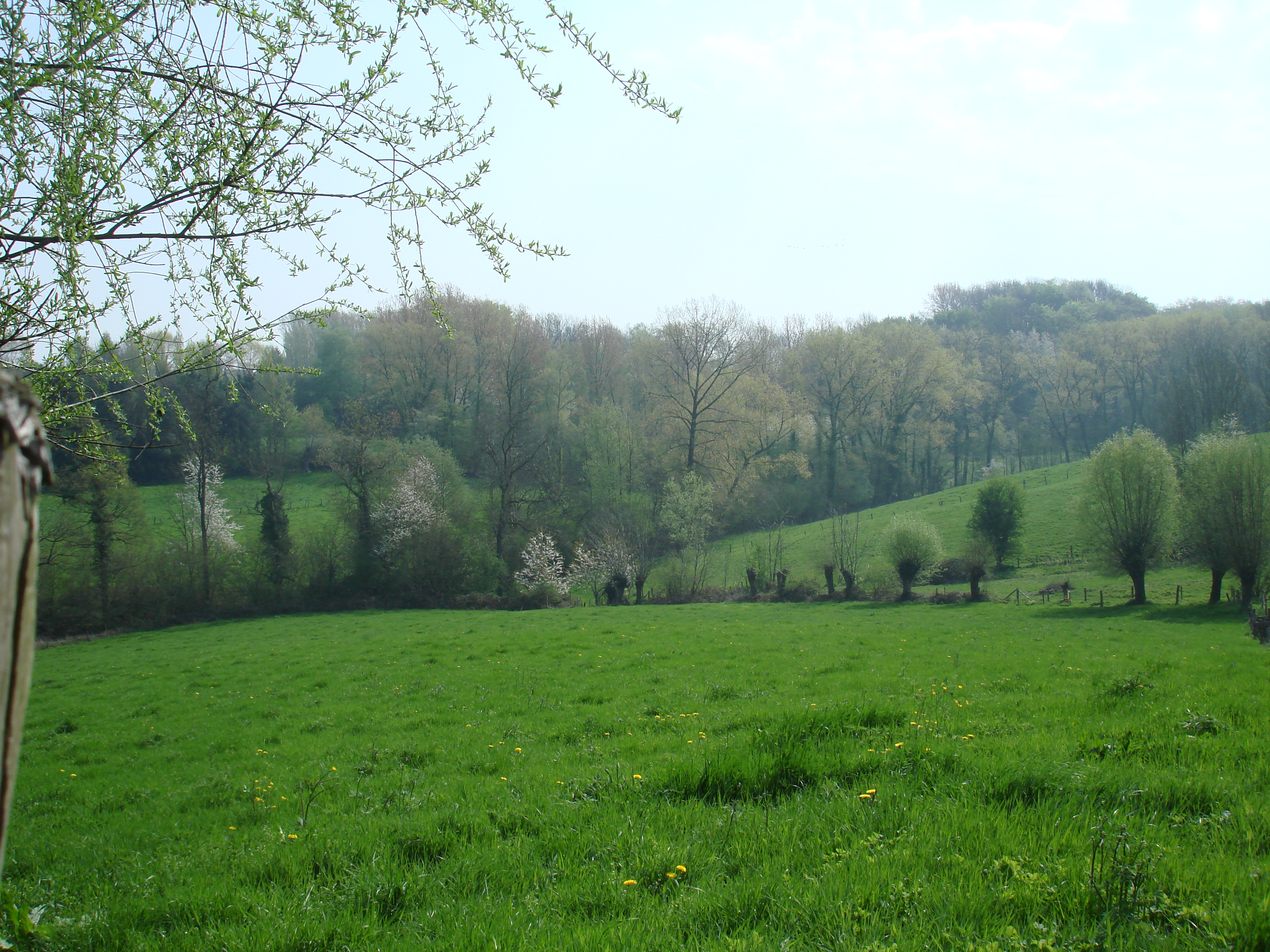
Burreken
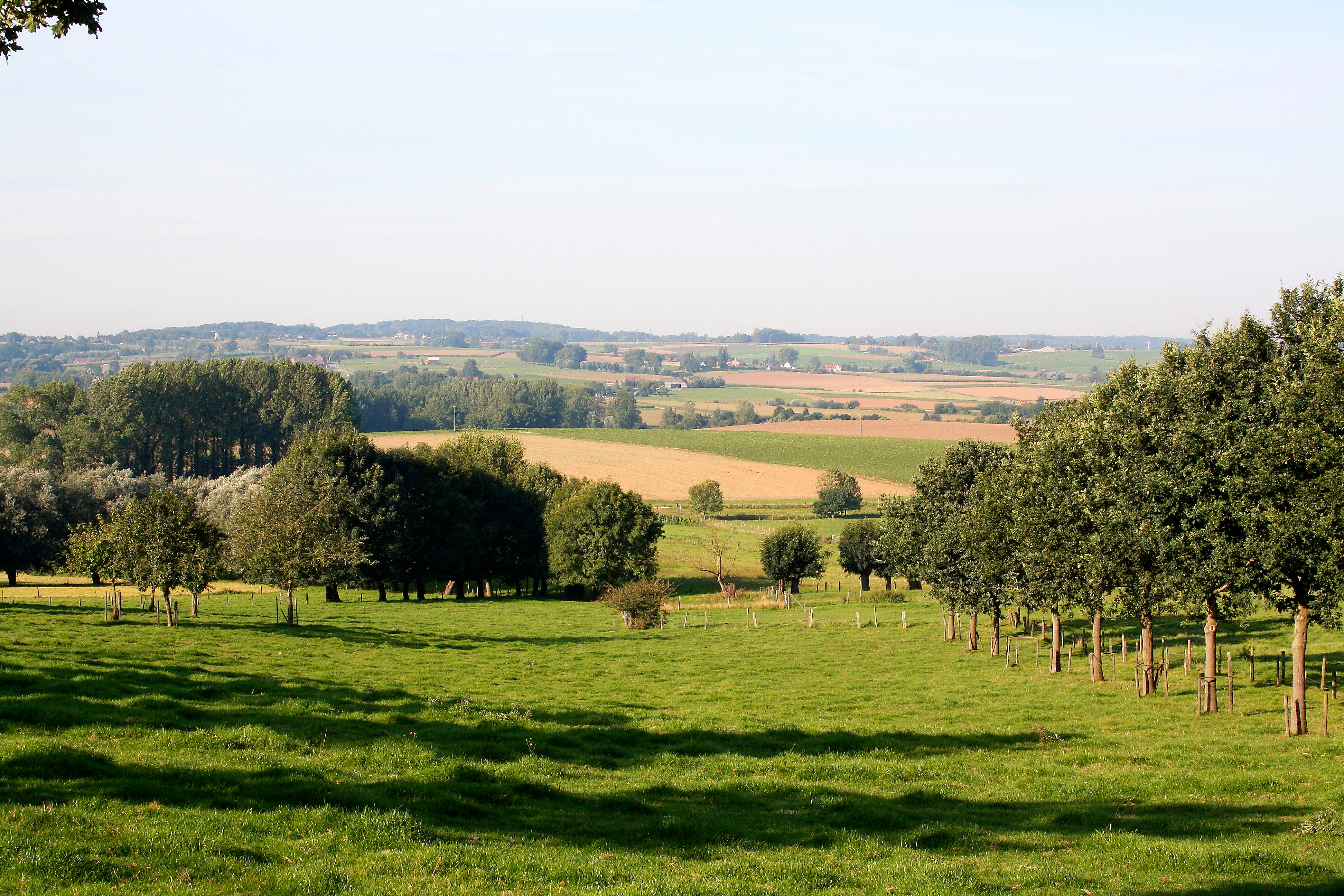
Vlaamse Ardennen
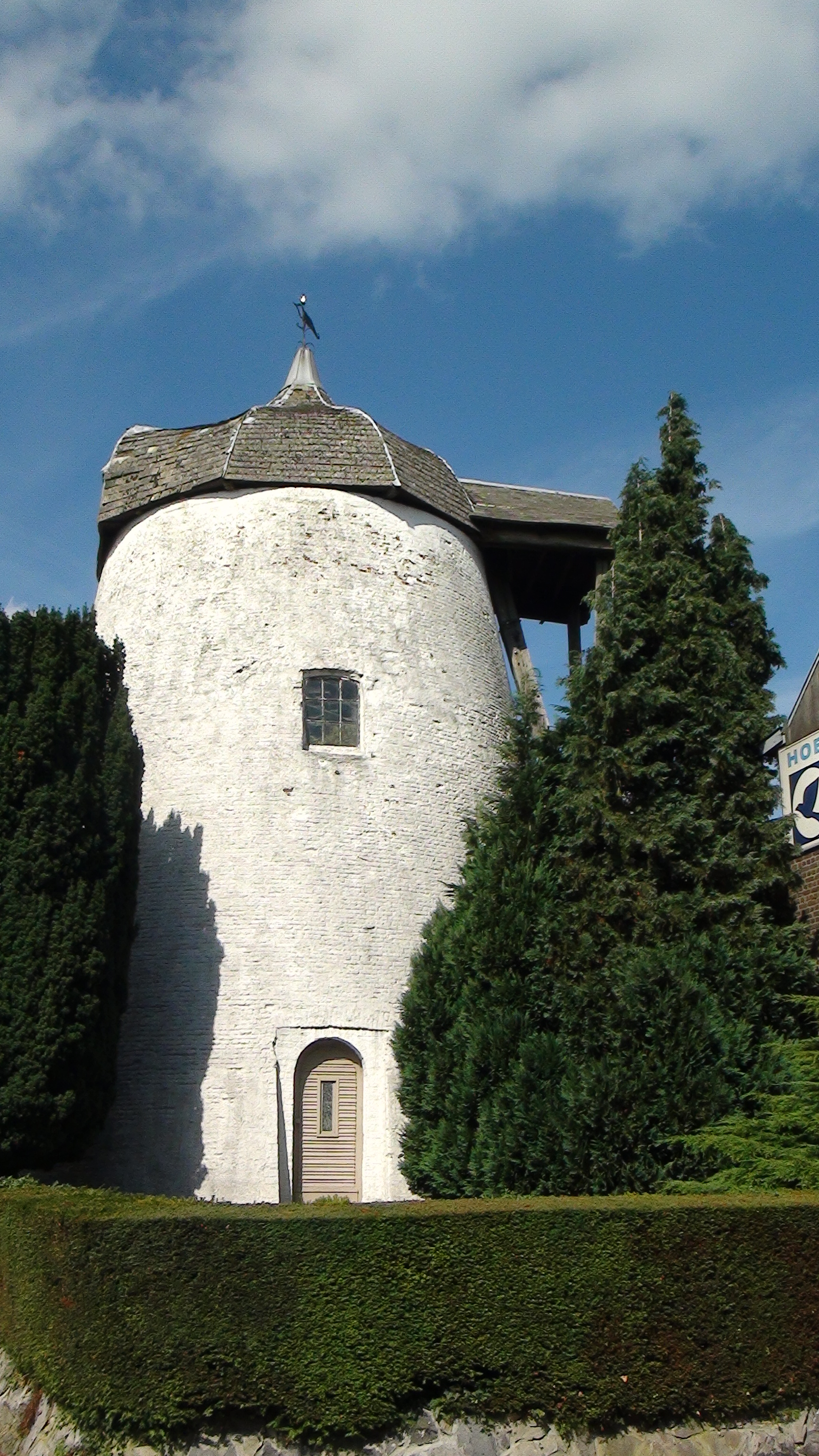
Ter Kruissensmolen

## Natuurgebieden
In Maarkedal liggen verschillende natuurgebieden (waarvan de meeste beschermd zijn als Natura 2000-habitatrichtlijngebied 'Bossen van de Vlaamse Ardennen en andere Zuid-Vlaamse bossen'): Burreken (deels), Bos Ter Rijst, Kuitholbos, Spijkerbos (deels), Koppenbergbos (deels), Maarkebeekvallei.

## Politiek

### Structuur
De gemeente Maarkedal ligt in het kieskanton Oudenaarde in het provinciedistrict Oudenaarde, het kiesarrondissement Aalst-Oudenaarde en de kieskring Oost-Vlaanderen.
| Maarkedal        | Maarkedal        | Supranationaal         | Nationaal                         | Nationaal                 | Gemeenschap               | Gewest                    | Provincie                 | Arrondissement   | Provinciedistrict | Kanton          | Gemeente        |
| ---------------- | ---------------- | ---------------------- | --------------------------------- | ------------------------- | ------------------------- | ------------------------- | ------------------------- | ---------------- | ----------------- | --------------- | --------------- |
| Administratief   | Niveau           | Europese Unie          | België                            | België                    | Vlaanderen                | Vlaanderen                | Oost-Vlaanderen           | Oudenaarde       | Oudenaarde        | Oudenaarde      | Maarkedal       |
| Administratief   | Bestuur          | Europese Commissie     | Belgische regering                | Belgische regering        | Vlaamse regering          | Vlaamse regering          | Deputatie                 | Deputatie        | Deputatie         | Deputatie       | Gemeentebestuur |
| Administratief   | Raad             | Europees Parlement     | Kamer van volksvertegenwoordigers | Vlaams Parlement          | Vlaams Parlement          | Vlaams Parlement          | Provincieraad             | Provincieraad    | Provincieraad     | Provincieraad   | Gemeenteraad    |
| Kiesomschrijving | Kiesomschrijving | Nederlands Kiescollege | Kieskring Oost-Vlaanderen         | Kieskring Oost-Vlaanderen | Kieskring Oost-Vlaanderen | Kieskring Oost-Vlaanderen | Kieskring Oost-Vlaanderen | Aalst-Oudenaarde | Oudenaarde        | Oudenaarde      | Maarkedal       |
| Verkiezing       | Verkiezing       | Europese               | Federale                          | Federale                  | Vlaamse                   | Vlaamse                   | Provincieraads-           | Provincieraads-  | Provincieraads-   | Provincieraads- | Gemeenteraads-  |

### Burgemeesters
- 1977-1982 : André Hubeau
- 1983-1988? : Michel Langie
- 1989?-1992? : Edmond De Meulemeester
- 1993?-1994? : Richard Vanderlinden
- 1995-2012 : Peter Thienpont (VLD)
- 2013-2015 : Anny Vande Catsyne (Maarkedal Leeft)
- 2016-heden : Joris Nachtergaele (N-VA)

#### 2013-2018
Burgemeester was tot eind december 2015 Anny Vande Catsyne (Maarkedal Leeft) en vanaf 1 januari 2016 Joris Nachtergaele (N-VA). Hij leidt een coalitie bestaande uit N-VA & Maarkedal Leeft. Samen vormen ze de meerderheid met 10 op 17 zetels.

#### 2019-2024
Burgemeester is Joris Nachtergaele (N-VA). Hij leidt een coalitie bestaande uit N-VA & Open Vld Maarkedal. Samen vormen ze de meerderheid met 11 op 17 zetels.

#### 2024-2030
Burgemeester is Joris Nachtergaele (N-VA Maarkedal). Hij leidt een coalitie bestaande uit N-VA en CD&V. Beide partijen vormen de meerderheid met 12 op 17 zetels.

### Resultaten gemeenteraadsverkiezingen sinds 1976
| Partij of kartel     | Partij of kartel                                                                                             | 10-10-1976 | 10-10-1976 | 10-10-1982 | 10-10-1982 | 9-10-1988 | 9-10-1988 | 9-10-1994 | 9-10-1994 | 8-10-2000 | 8-10-2000 | 8-10-2006 | 8-10-2006 | 14-10-2012 | 14-10-2012 | 14-10-2018 | 14-10-2018 | 13-10-2024 | 13-10-2024 |
| Stemmen / Zetels     | Stemmen / Zetels                                                                                             | %          | 17         | %          | 17         | %         | 17        | %         | 17        | %         | 17        | %         | 17        | %          | 17         | %          | 17         | %          | 17         |
| -------------------- | --- | ---------- | ---------- | ---------- | ---------- | --------- | --------- | --------- | --------- | --------- | --------- | --------- | --------- | ---------- | ---------- | ---------- | ---------- | ---------- | ---------- |
|                      | CD&V+N-VAC/ N-VA2                                                                                            | -          |            | -          |            | -         |           | -         |           | -         |           | 42,79C    | 8         | 26,72      | 5          | 38,92      | 8          | 48,9       | 9          |
|                      | CVP-GB1/ CVP2/ CD.SP.JMB/ CD&V+N-VAC/ CD&V3/ CD&V Vooruit4                                                   | 47,351     | 9          | 44,842     | 8          | 51,622    | 10        | 44,14B    | 8         | 39,772    | 8         | 42,79C    | 8         | 36,513     | 7          | 23,64      | 5          | 22,03      | 3          |
|                      | SP1 / SP-VUA / CD.SP.JMB/ Pro Maarkedal2/ Samen-sp.a3                                                        | 9,51       | 1          | 10,21A     | 1          | 6,931     | 0         | 44,14B    | 8         | 8,161     | 0         | 11,762    | 1         | 8,213      | 0          | -          |            | -          |            |
|                      | VU1 | 3,761      | 0          | 10,21A     | 1          | -         |           | -         |           | -         |           | -         |           | -          |            | -          |            | -          |            |
|                      | Jong Maarkedal1/ JMGB2/ PVV3/ VLD4/ VLD-Maarkedal Leeft5/ Maarkedal Leeft6/ Open Vld7/ KoMop voor MaarkedalD | 39,381     | 7          | 44,952     | 8          | 41,453    | 7         | 45,014    | 8         | 44,854    | 9         | 45,455    | 8         | 28,286     | 5          | 18,37      | 3          | 29,1D      | 5          |
|                      | KoMop Maarkedal1/ KoMop voor MaarkedalD                                                                      | -          |            | -          |            | -         |           | -         |           | -         |           | -         |           | -          |            | 11,11      | 1          | 29,1D      | 5          |
|                      | Agalev1/ Groen & Co2                                                                                         | -          |            | -          |            | -         |           | -         |           | -         |           | -         |           | 7,221      | 0          | 7,62       | 0          | -          |            |
|                      | KEER94 | -          |            | -          |            | -         |           | 10,85     | 1         | -         |           | -         |           | -          |            | -          |            | -          |            |
| Totaal stemmen       | Totaal stemmen                                                                                               | 4609       | 4609       | 4640       | 4640       | 4651      | 4651      | 4561      | 4561      | 4666      | 4666      | 4816      | 4816      | 4773       | 4773       | 4845       | 4845       | 3748       | 3748       |
| Opkomst %            | Opkomst % |            |            |            |            | 94,69     | 94,69     | 93,27     | 93,27     | 92,99     | 92,99     | 94,93     | 94,93     | 93,59      | 93,59      | 94,2       | 94,2       | 72,9       | 72,9       |
| Blanco en ongeldig % | Blanco en ongeldig %                                                                                         | 1,39       | 1,39       | 2,44       | 2,44       | 2,95      | 2,95      | 4,82      | 4,82      | 3,81      | 3,81      | 3,28      | 3,28      | 3,25       | 3,25       | 3,3        | 3,3        | 1,7        | 1,7        |

De rode cijfers naast de gegevens duiden aan onder welke naam de partijen telkens bij een verkiezing opkwamen.

De zetels van de gevormde meerderheid staan vetjes afgedrukt. De grootste partij is in kleur.

## Bekende inwoners
- Omer Wattez, schrijver (1857-1935)
- Valerius De Saedeleer, schilder (1867-1941)
- Paul Baekeland, schrijver
- Filip Meirhaeghe, oud-mountainbiker (tegenwoordig schepen van jeugd, sport en financiën)
- Michael Pas, acteur
- Louis Vervoort, acteur
- Hein Vanhaezebrouck, trainer
- Jasper Balcaen, skiër (paralympiër)
- Stefaan Degand, acteur

## Varia
- Er werden opnames gemaakt voor Ben X in Maarkedal.

## Zustergemeenten
- Horšovský Týn (Tsjechië)
- Porterville (Zuid-Afrika)